# 钩叶豆属
钩叶豆属（学名：Erichsenia）是豆科的一属。

## 下属物种
本属包括以下物种：
- Erichsenia uncinata Hemsl.